# Hồ Phi Phúc
Nguyễn Phi Phúc (Chữ Nôm: 阮丕福; ? – ?) hay Hồ Phi Phúc (Chữ Nôm: 胡丕福) là thân sinh của anh em Tây Sơn.

## Tiểu sử

Nguồn gốc dòng Tây Sơn

Theo sách Khâm định Việt sử Thông giám cương mục, Đại Nam thực lục, Việt Nam sử lược: Gia đình ông Hồ Phi Phúc ở thôn Tây Sơn, huyện Phù Ly, phủ Quy Nhơn; Hồ Phi Phúc có ba người con trai trưởng là Nguyễn Nhạc, thứ hai là Nguyễn Huệ và thứ ba là Nguyễn Lữ. Tổ tiên ba anh em là người huyện Hưng Nguyên, xứ Nghệ An, khoảng năm Thịnh Đức  (1653–1657) thời Lê Thần Tông, bị quân Chúa Nguyễn bắt được đem về, cho ở tại huyện Tuy Viễn thuộc phủ Hoài Nhân, kế tiếp vài đời, đến Nguyễn Nhạc được giữ chức Biện lại ở tuần Vân Đồn.
Theo sách Lịch sử nội chiến Việt Nam từ 1771 đến 1802, tổ tiên Nhà Tây Sơn vốn là họ Hồ ở huyện Hưng Nguyên, tỉnh Nghệ An, dòng dõi Hồ Quý Ly, bị quân của chúa Nguyễn bắt vào miền Nam khi quân Nguyễn vượt Lũy Thầy đánh ra đất Lê – Trịnh tới Nghệ An (1655-1661). Ông cố (cụ nội) của Nguyễn Huệ tên là Hồ Phi Long (vào giúp việc cho nhà họ Đinh ở thôn Bằng Châu, huyện Tuy Viễn, tức An Nhơn) cưới vợ họ Đinh và sinh được một trai tên là Hồ Phi Tiễn. Hồ Phi Tiễn không theo việc nông mà bỏ đi buôn trầu ở ấp Tây Sơn, cưới vợ và định cư tại đó. Vợ của Hồ Phi Tiễn là Nguyễn Thị Đồng, con gái duy nhất của một phú thương đất Phú Lạc, do đó họ đổi họ của con cái mình từ họ Hồ sang họ Nguyễn của mẹ. Người con là Nguyễn Phi Phúc cũng chuyên nghề buôn trầu và làm ăn phát đạt. Cũng có tài liệu cho rằng họ Hồ đã đổi theo họ Chúa Nguyễn ngay từ khi mới vào Nam.
Không rõ Nguyễn Phi Phúc mất năm nào. Sau khi chết, ông được cho là được an táng tại quê nhà.

## Gia đình
Ông Hồ Phi Phúc có tám người con, trong đó có ba con trai: Nguyễn Nhạc, Nguyễn Huệ và Nguyễn Lữ.
Nguyễn Huệ sinh năm Quý Dậu tức năm 1753 niên hiệu Cảnh Hưng thứ 13 dưới triều vua Lê Hiển Tông Nhà Hậu Lê. Ông còn có tên là Quang Bình, Văn Huệ hay Hồ Thơm. Sau này, người dân địa phương thường gọi ông là Đức ông Bình hoặc Đức ông Tám. Theo Quang Trung anh hùng dân tộc thì "Nguyễn Huệ tóc quăn, da sần, mắt như chớp sáng, tiếng nói sang sảng như tiếng chuông, nhanh nhẹn, khỏe mạnh, can đảm". Sách Tây Sơn lược còn miêu tả đôi mắt Quang Trung "ban đêm khi ngồi không có đèn thì ánh sáng từ đôi mắt soi sáng cả chiếu".
Về thứ tự của Nguyễn Huệ và Nguyễn Lữ trong các anh em, các nguồn tài liệu ghi không thống nhất: Các sách Đại Nam thực lục chính biên, Đại Nam chính biên liệt truyện, Tây Sơn thủy mạt khảo đều thống nhất ngôi thứ trong ba anh em Tây Sơn đã khẳng định rằng: "Con trưởng là Nhạc, kế là Lữ, kế nữa là Huệ"; Dân phủ Quy Nhơn xưa truyền lại rằng: Nguyễn Nhạc thuở đi buôn trầu nên gọi anh Hai Trầu; Nguyễn Huệ còn có tên là Thơm nên gọi là chú Ba Thơm; Nguyễn Lữ gọi là thầy Tư Lữ[a]; Theo thư từ của các giáo sĩ phương Tây hoạt động ở Đại Việt khi đó như Labartette, Eyet và Varen thì Nguyễn Huệ là em của Nguyễn Lữ. Nguyễn Lữ được gọi là Đức Ông Bảy còn Nguyễn Huệ là Đức Ông Tám; Lê Trọng Hàm trong sách Minh đô sử lại cho rằng Hồ Phi Phúc sinh "Nhạc, Lữ đến hai cô con gái rồi đến Huệ".
Lớn lên, ông và Nguyễn Nhạc, Nguyễn Lữ được đưa đến thụ giáo cả văn và võ từ thầy Trương Văn Hiến. Trương Văn Hiến là môn khách của Trương Văn Hạnh, còn Trương Văn Hạnh là thầy dạy của Nguyễn Phúc Luân - cha của Nguyễn Ánh. Sau khi Trương Văn Hạnh bị quyền thần Trương Phúc Loan hãm hại, Trương Văn Hiến chạy vào Bình Định. Chính người thầy này đã phát hiện được khả năng của Nguyễn Huệ và khuyên bảo ba anh em khởi nghĩa để xây dựng đại nghiệp. Tương truyền câu sấm "Tây khởi nghĩa, Bắc thu công" là của Trương Văn Hiến.
Tương truyền Nguyễn Huệ, Nguyễn Nhạc và Nguyễn Lữ đều là những người rất giỏi võ nghệ và là những người khai sáng ra một số võ phái Bình Định. Nguyễn Huệ khai sáng Yến phi quyền, Nguyễn Lữ sáng tạo Hùng kê quyền, và cả ba anh em Tây Sơn sáng tạo Độc lư thương. Tây Sơn tam kiệt có vai trò rất lớn cho sự hình thành, phát triển võ phái Tây Sơn Bình Định, là những đầu lĩnh sáng tạo, cải cách các bài quyền, bài binh khí để truyền dạy cho ba quân trong giai đoạn đầu khởi nghĩa.